# FC Blau-Weiß Linz
Fußball Club Blau-Weiß Linz w skrócie FC Blau-Weiß Linz – austriacki klub piłkarski, grający w Bundeslidze austriackiej, mający siedzibę w mieście Linz.

## Historia
Klub został założony 2 lipca 1997 jako następca rozwiązanego z powodów finansowych klubu FC Linz. W sezonie 2010/2011 wywalczył historyczny awans do drugiej ligi austriackiej. Grał w niej przez dwa sezony. W sezonie 2015/2016 ponownie awansował do drugiej ligi wygrywając rozgrywki Regionalligi Mitte.

## Sukcesy
- Regionalliga Mitte:

mistrzostwo (2): 2002/2003, 2015/2016
- Oberösterreichische Landesliga:

mistrzostwo (2): 1999/2000, 2007/2008

## Stadion
Domowe mecze klub rozgrywa na stadionie o nazwie Linzer Stadion, położonym w mieście Linz. Stadion może pomieścić 25138 widzów.

## Reprezentanci kraju grający w klubie
Stan na luty 2020
| - Thomas Eder - Thomas Goiginger - Florian Klein | - Amarildo Zela - Emir Halilović - Seo Jung-won |